# جزيون
جَزْيُون (الاسم العلمي: Jasione)، جنس نباتات عشبية برية حولية ومحولة ومعمرة من فصيلة الجريسية، أعطانها الأصلية في أوروبا.
توجد 4 أنواع في تركيا ومناطق غرب البحر الأبيض المتوسط.
تضم الأنواع التالية:
- Jasione amethystina
- Jasione bulgarica
- Jasione crispa
- Jasione echinata
- Jasione foliosa
- Jasione heldreichii
- Jasione humilis
- Jasione laevis (= Jasione perennis)
- Jasione lusitanica
- Jasione maritima
- Jasione mansanetiana
- Jasione montana
- Jasione sphaerocephala
- Jasione tomentosa

## روابط خارجية
- W3Tropicos